# Alcetas (diadoch)

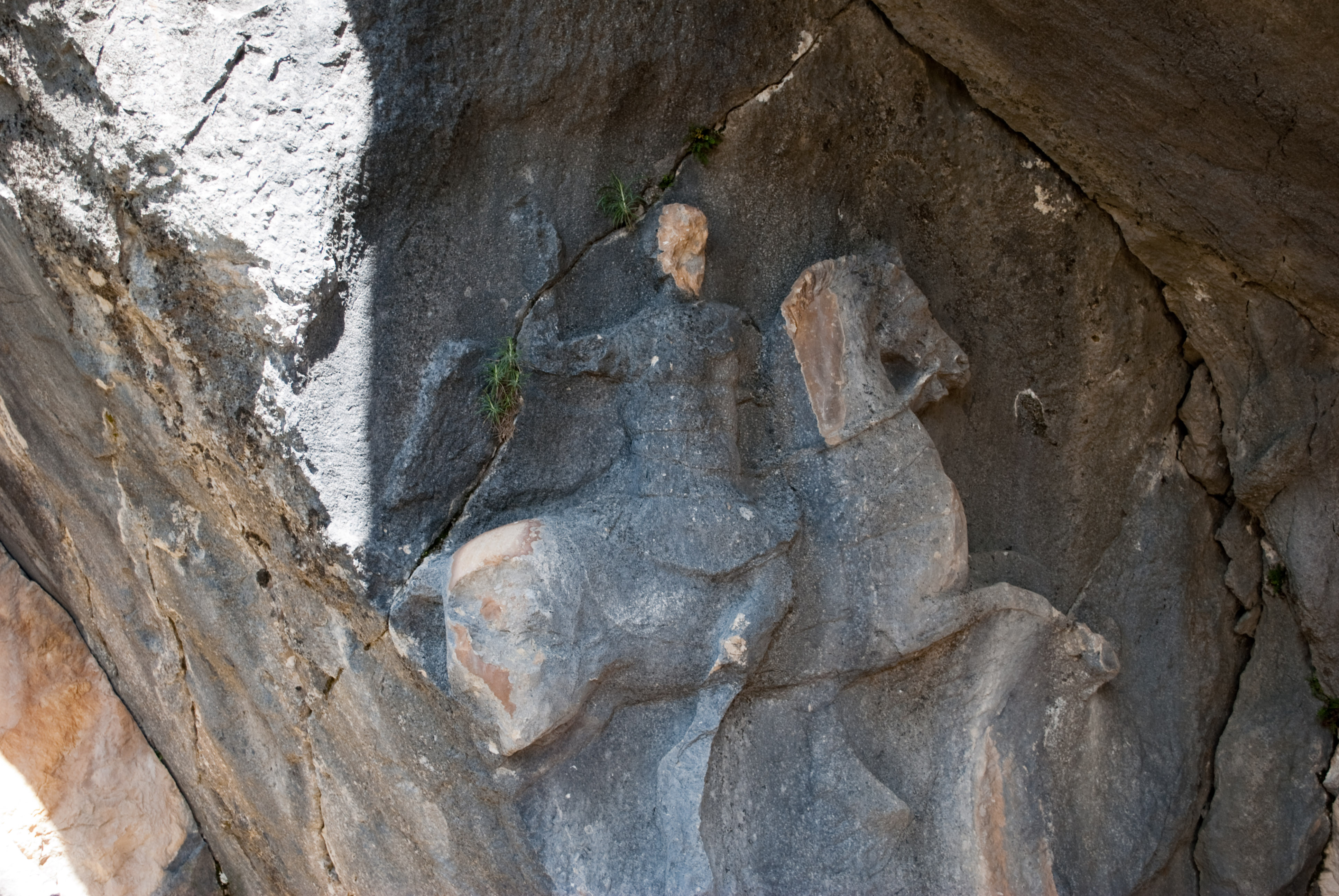
Relief van een ruiter op de zgn. "Tombe van Alcetas" in Termessos (in het huidige Turkije)

Alcetas (Oudgrieks: Ἀλκέτας / Alkétas) was een veldheer van Alexander de Grote tijdens diens Indische expeditie.
Hij was een zoon van Orontes van Orestis en broer van Perdiccas. Toen deze was gedood (321 v.Chr.), wist Alcetas de Pisidiërs te bewegen hem in de strijd tegen de vijanden van het koninklijk huis bij te staan. Bij de eerste slag leed hij echter de nederlaag en werd hij door enige burgers van Termessos aan zijn vijanden verraden. Om niet in hun handen te vallen doodde hij zichzelf.

## Referentie
- art. Alcetas (1), in J.G. Schlimmer - Z.C. De Boer, Woordenboek der Grieksche en Romeinsche Oudheid, Haarlem, 19203, p. 32.

Philippus' generaals
Attalus · Parmenion · Antipater · Eumenes
Somatophylax (Alexanders lijfwacht)
Aristonous · Arybas · Balacrus · Demetrius · Lysimachus · Ptolemaeus (zoon van Seleucus) · Peithon · Hephaestion · Menes · Leonnatus · Perdiccas · Ptolemaeus · Peucestas
Satrapen na de Rijksdeling van Babylon
Antipater (Macedonië en Griekenland · Philo (Illyrië) · Lysimachus (Thracië) · Leonnatus (Frygië) · Antigonos(Frygië aan de Hellespont) · Asander (Karië) ·Nearchos (Lycië en Pamphylië) · Menander (Lydië) · Philotas (Cilicië) · Eumenes (Cappadocië en Paphlagonië) · Ptolemaeus (Egypte) · Laomedon van Mytilene (Syrië) · Neoptolemus (Armenië) · Peucestas (Babylonië) · Arcesilaus (Mesopotamië) · Peithon (Medië) · Tlepolemus (Perzië) · Nicanor (Parthië) · Antigenes (Susiana) · Archon (Pelasgia) · Philippus (Hyrcanië) · Stasanor (Arië en Drangiana) · Sibyrtius (Arachosië en Gedrosië) · Amyntas (Bactrië) · Scythaeus (Sogdiana)
Satrapen na de Rijksdeling van Triparadisus
Antipater (Macedonië en Griekenland) · Lysimachus (Thracië) · Arrhidaeus (Frygië aan de Hellespont) · Antigonos (Frygië, Lycië en Pamphylië) · Cassander (Carië) · Clitus de Witte (Lydië) · Philoxenus (Cilicië) · Nicanor (Cappadocië en Paphlagonië) · Ptolemaeus (Egypte) · Laomedon van Mytilene (Syrië) · Peucestas (Perzië) · Amphimachus (Mesopotamië) · Peithon (Medië) · Tlepolemus (Carmanië) · Philippus (Parthië) · Antigenes (Susiana) · Seleucus (Babylonië) · Stasanor (Bactrië en Sogdiana) · Stasander (Arië en Drangiana) · Sibyrtius (Arachosië en Gedrosië)
Cavaleriegeneraals
Perdiccas · Hephaestion · Philotas · Ptolemaeus · Clitus de Zwarte · Antigonos · Lysimachus · Menander · Leonnatus · Laomedon van Mytilene · 
Neoptolemus · Erigyius · Aretes · Ariston van Paionia
Infanteriegeneraals
Meleager · Craterus · Seleucus · Polyperchon · Antigenes · Coenus · Ptolemaeus (zoon van Seleucus)
Andere generaals
Alcetas · Amphimachus · Amyntas ·  Arcesilaus · Archon · Asander · Clitus de Witte · Nearchus · Nicanor · Nicanor · Peithon · Peucestas · Philippus · Philo · Philotas · Philoxenus · Scythaeus · Sibyrtius · Stasanor · Stasander · Tlepolemus